# Deutsche Bundesbahn
Бундесбан (Deutsche Bundesbahn) — название государственной железной дороги ФРГ.
31 декабря 1993 года она была объединена вместе с Deutsche Reichsbahn (ГДР) и образована компания Deutsche Bahn.

## Характеристика дороги

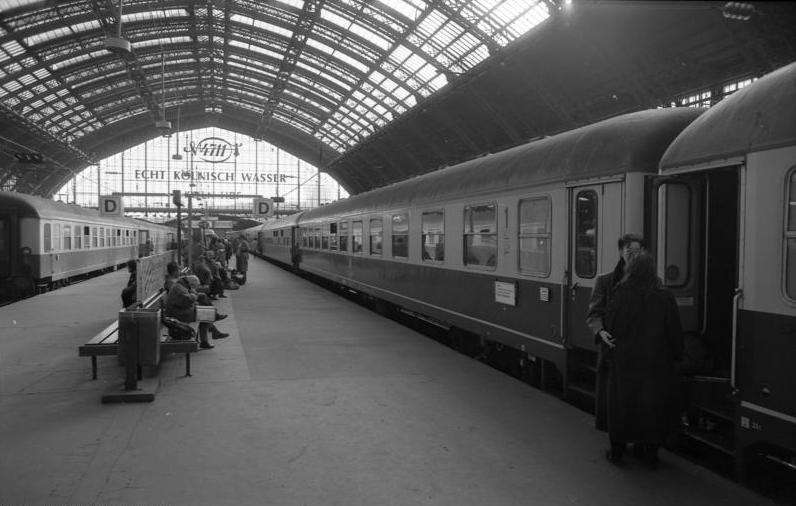
Пассажирский поезд на вокзале Кёльна

Протяжённость линий Deutsche Bundesbahn составляла 27 278 км, в том числе 11 609 км электрифицированы (переменный ток 15 кВ 16⅔ Гц). Железные дороги имеют ширину колеи 1435 мм. На электрической тяге выполнялось около 80 % всего грузооборота. Путь преимущественно бесстыковой.
По густоте железнодорожной сети Deutsche Bundesbahn занимали одно из первых мест в мире.
В состав DB входили 10 железнодорожных дирекций с центрами в Эссене, Франкфурте, Гамбурге, Ганновере, Карлсруэ, Кёльне, Мюнхене, Нюрнберге, Саарбрюккене и Штутгарте..

## Локомотивный парк
Здесь и далее:
BR — переводится как Baureihe — модельный ряд (серия). Хотя на кузове на подвижном составе присутствуют только цифры (например, 145 018-8), но везде в литературе, в железнодорожных терминах спереди ставится BR, далее номер серии. Так для выше приведенного примера будет BR 145 (серия электровоза — 145), 018 — порядковый номер в серии, 8 — контрольный (защитный) знак — применяется при обработке на ЭВМ для контроля правильности указания локомотива.
По первой цифре обозначения серии можно определить тип подвижного состава (ПС).
Обозначение типа ПС:
- 01-019 — паровозы тендерные пассажирские;
- 020—039 — паровозы тендерные местного и пригородного движения;
- 040—059 — паровозы тендерные грузовые;
- 061 — танк-паровоз пассажирский;
- 062—079 — танк-паровозы местного и пригородного движения;
- 080—098 — танк-паровозы грузовые и маневровые;
- 099 — (танк-)паровозы узкоколейные;
- 101—199 — электровозы любые;
- 201—299 — тепловозы магистральные и маневровые;
- 301—398 — тепловозы маневровые малые;
- 399 — тепловозы узкоколейные;
- 400—419 — высокоскоростные и скоростные электропоезда;
- 420—449 — региональные, пригородные и городские электропоезда;
- 450—469 — трамваи и электромотрисы;
- 470—499 — вагоны метро (U-Bahn), городские электропоезда с электропитанием от контактного рельса;
- 601—609 — магистральные дизель-поезда дальнего сообщения;
- 610—689 — дизель-поезда региональные и пригородные, рельсовые автобусы;
- 690—699 — грузовые дизель-поезда с вагонами управления;
- 701—770 — служебные единицы ПС (дрезины, мотрисы, снегоочистители, ремонтные путевые, контактной сети, дефектоскопы и тп) на автономной тяге;
- 771—799 — автомотрисы (рельсовые автобусы) пассажирские (старой постройки (времен ГДР), новые включаются в ряд 610—689)

### Грузовые паровозы (тендерные)
Список по сериям:
- BR 41;
- BR 42;
- BR 42.90;
- BR 44;
- BR 45;
- BR 50;
- BR 50.40;
- BR 52;
- BR 54.15-17;
- BR 55.0-6;
- BR 55.16-22;
- BR 55.25-56;
- BR 56.1;
- BR 58.2-8;
- BR 56.20-29;
- BR 57.5;
- BR 57.10-35;
- BR 58.2-3;
- BR 58.4;
- BR 58.5;
- BR 58.10-21;
- BR 59;

### Тепловозы
Список по сериям:
- BR 201 - BR 204;
- BR 211 - BR 213;
- BR 215 — BR 218;
- BR 219;
- BR 220;
- BR 231 - BR 241;
- BR 290 и BR 294;
- BR 291 и BR 295;
- BR 293 и BR 298;
- BR 332 - BR 335;
- BR 345 - BR 347;
- BR 360 - BR 365

### Электровозы
| Серия       | Другое название                        | Область применения                                                                      | Примечание                                                                               | Система тока                                | Фото |
| ----------- | -------------------------------------- | --------------------------------------------------------------------------------------- | ---------------------------------------------------------------------------------------- | ------------------------------------------- | ---- |
| 101         |                                        | Дальние и местные пассажирские перевозки                                                |                                                                                          | 15 кВ 16,7 Гц~                              |      |
| 103         | Прототип серии: DB E 03                | Дальние пассажирские перевозки                                                          | Остатки, не задействованные в постоянной перевозочной работе                             | 15 кВ 16,7 Гц~                              |      |
| (109)       | бывший DR 211                          |                                                                                         | демонтирован                                                                             | 15 кВ 16,7 Гц~                              |      |
| 110         | бывший DB E 10                         | Местные и пригородные пассажирские перевозки, ранее был в дальнем пассажирском движении |                                                                                          | 15 кВ 16,7 Гц~                              |      |
| 111         |                                        | Местные пассажирские перевозки, ранее был в дальнем и городском пассажирском движении   |                                                                                          | 15 кВ 16,7 Гц~                              |      |
| 112         | бывший DR/DB 112.1                     | Местные пассажирские перевозки, ранее был в дальнем пассажирском движении               |                                                                                          | 15 кВ 16,7 Гц~                              |      |
| 113         | бывший DB 112 (E 10.12)                | Местные пассажирские перевозки, ранее был в дальнем пассажирском движении               | тележки с увеличенным передаточным отношением редуктора для увеличения скорости движения | 15 кВ 16,7 Гц~                              |      |
| (114)       | бывший DB 112                          | Местные и пригородные пассажирские перевозки, ранее был в дальнем пассажирском движении | переделан в DB 110                                                                       | 15 кВ 16,7 Гц~                              |      |
| 114         | бывший DR/DB AG 112.0 бывший DR 212.0  | Местные пассажирские перевозки, ранее был в дальнем пассажирском движении               |                                                                                          | 15 кВ 16,7 Гц~                              |      |
| 114.1 114.3 | бывший DB 143 бывший DR 243            | Местные пассажирские перевозки                                                          | плановая модернизация для увеличения скорости движения                                   | 15 кВ 16,7 Гц~                              |      |
| 115         | бывший DB 110                          | Пассажирские перевозки пассажиров вместе с автомобилями (DB-Autozug)                    | выделен в отдельную серию по соображениям особенности эксплуатации                       | 15 кВ 16,7 Гц~                              |      |
| 120         |                                        | Дальние пассажирские перевозки                                                          | первый электровоз с асинхронными двигателями                                             | 15 кВ 16,7 Гц~                              |      |
| 127         | Siemens EuroSprinter (ES64P)           | Опытный                                                                                 | отстранен от работы                                                                      | 15 кВ 16,7 Гц~                              |      |
| 128         | Adtranz 12X                            | Опытный                                                                                 | отстранен от работы                                                                      | 15 кВ 16,7 Гц~                              |      |
| 139         | бывший DB E 40.11                      | Грузовые, местные и пригородные пассажирские перевозки                                  | DB 140 с электрическим тормозом, переделанный из DB 110                                  | 15 кВ 16,7 Гц~                              |      |
| 140         | бывший DB E 40                         | Грузовые, местные и пригородные пассажирские перевозки                                  |                                                                                          | 15 кВ 16,7 Гц~                              |      |
| (141)       | бывший DB E 41                         | Местные и пригородные пассажирские перевозки                                            | демонтирован                                                                             | 15 кВ 16,7 Гц~                              |      |
| (142)       | бывший DR 242                          | Грузовые, местные и пригородные пассажирские перевозки                                  | демонтирован                                                                             | 15 кВ 16,7 Гц~                              |      |
| 143         | бывший DR 243                          | Местные и пригородные пассажирские перевозки                                            |                                                                                          | 15 кВ 16,7 Гц~                              |      |
| 145         | Bombardier TRAXX                       | Грузовые перевозки                                                                      |                                                                                          | 15 кВ 16,7 Гц~                              |      |
| 146.0       | Bombardier TRAXX                       | Местные пассажирские перевозки                                                          |                                                                                          | 15 кВ 16,7 Гц~                              |      |
| 146.1       | Bombardier TRAXX (P 160 AC)            | Местные пассажирские перевозки                                                          | модернизация BR 146                                                                      | 15 кВ 16,7 Гц~                              |      |
| 146.2       | Bombardier TRAXX 2 (P 160 AC2)         | Местные пассажирские перевозки                                                          | модернизация BR 146.1                                                                    | 15 кВ 16,7 Гц~                              |      |
| (150)       | бывший DB E 50                         | Грузовые перевозки                                                                      | демонтирован                                                                             | 15 кВ 16,7 Гц~                              |      |
| 151         |                                        | Грузовые перевозки                                                                      |                                                                                          | 15 кВ 16,7 Гц~                              |      |
| 152         | Siemens EuroSprinter (ES64F)           | Грузовые перевозки                                                                      |                                                                                          | 15 кВ 16,7 Гц~                              |      |
| 155         | бывший DR 250                          | Грузовые перевозки                                                                      |                                                                                          | 15 кВ 16,7 Гц~                              |      |
| 156         | бывший DR 252                          | Грузовые перевозки                                                                      | продан компании MEG                                                                      | 15 кВ 16,7 Гц~                              |      |
| 171         | бывший DR 251                          | de:Rübelandbahn                                                                         | отстранен от работы                                                                      | 25 кВ 50 Гц~                                |      |
| 180         | бывший DR 230                          | Международные перевозки (Германия-Чехия-Польша)                                         |                                                                                          | 15 кВ 16,7 Гц~ 3 кВ =                       |      |
| 181         | Прототип: DB E 310                     | Международные перевозки (Германия-Франция-Люксембург)                                   |                                                                                          | 15 кВ 16,7 Гц~ 25 кВ 50 Гц~                 |      |
| 182         | Siemens EuroSprinter (ES64U2 «Taurus») | Международные перевозки (Германия-Австрия-Венгрия)                                      |                                                                                          | 15 кВ 16,7 Гц~ 25 кВ 50 Гц~                 |      |
| (184)       | бывший DB E 410                        | Международные перевозки (Германия-Франция-Люксембург-Нидерланды-Бельгия)                | демонтирован                                                                             | 15 кВ 16,7 Гц~ 25 кВ 50 Гц~ 1,5 кВ = 3 кВ = |      |
| 185.0       | Bombardier TRAXX (F 140 AC)            | Международные перевозки                                                                 |                                                                                          | 15 кВ 16,7 Гц~ 25 кВ 50 Гц~                 |      |
| 185.2       | Bombardier TRAXX 2 (F 140 AC2)         | Международные перевозки                                                                 | модернизация BR 185.0                                                                    | 15 кВ 16,7 Гц~ 25 кВ 50 Гц~                 |      |
| 189         | Siemens EuroSprinter (ES64F4)          | Международные перевозки                                                                 |                                                                                          | 15 кВ 16,7 Гц~ 25 кВ 50 Гц~ 1,5 кВ = 3 кВ = |      |

### Дизельпоезда
Список по сериям:
- BR 605;
- BR 610;
- BR 611;
- BR 612;
- BR 614;
- BR 618, BR 619;
- BR 624, BR 634;
- BR 627;
- BR 628, BR 629;
- BR 640, BR 648;
- BR 641;
- BR 642;
- BR 643, BR 644;
- BR 646;
- BR 650;
- BR 675;
- BR 690;
- BR 691

### Электропоезда
Список по сериям:
- BR 401;
- BR 402, BR 410;
- BR 403, BR 406;
- BR 411, BR 415;
- BR 420, BR 421;
- BR 423, BR 433;
- BR 424, BR 434;
- BR 425, BR 435;
- BR 426;
- BR 445;
- BR 450;
- BR 470;
- BR 471;
- BR 472, BR 473;
- BR 474;
- BR 477;
- BR 479;
- BR 480;
- BR 481, BR 482;
- BR 485